# 台湾八景
台湾八景（たいわんはっけい）とは、台湾を代表する景勝地として選ばれた8つの名所・景勝地の総称である。時代によって含まれる名所・景勝地が異なっている。

## 清朝時代
清朝統治時代の1696年に書かれた『台湾府志』では、次の8つが台湾八景として記述されている。当時、台湾全島が影響下に無かったこともあり、現在の台南市周辺のものが多く選ばれている。
- 安平晩渡　夜の安平港（現在の台南市）
- 沙鯤漁火　鯤鯓から見る漁火（現在の台南市）
- 鹿耳春潮　鹿耳門の春潮（現在の台南市）

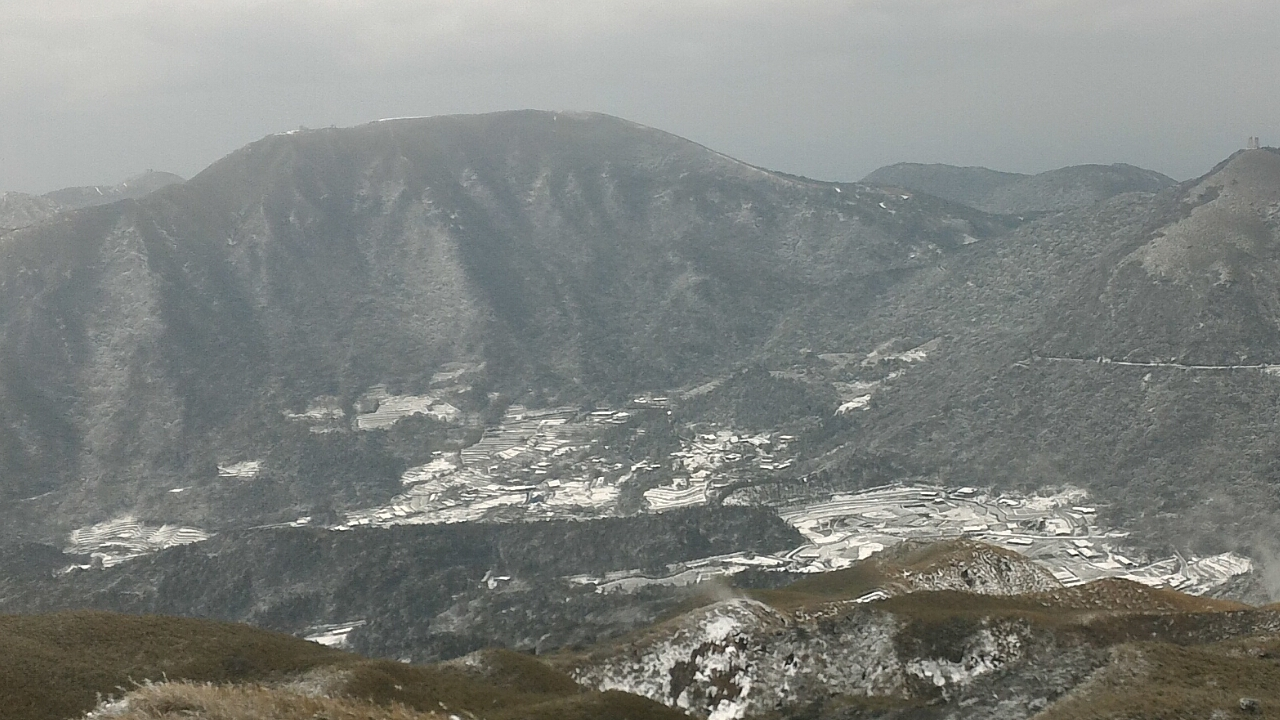
大屯山

- 鶏籠積雪　雪の大屯山（現在の新北市・台北市）
- 東澳暁日　澎湖諸島北海の朝日（現在の澎湖県)
- 西嶼落霞　霧の澎湖諸島漁翁島（現在の澎湖県)
- 斐亭聴濤　斐亭から聞く波音（現在の台南市）
- 澄台観海　澄台から見る海（現在の台南市）

## 日本統治時代
日本統治時代に『台湾日日新報』が、投票によって選んだ台湾八景は次の8つである。
- 基隆旭岡（現在の中正公園（中国語版））
- 淡水河
- 八仙山
- 日月潭
- 阿里山
- 寿山（高雄市、現在の国立中山大学）
- 鵝鑾鼻
- 太魯閣峡

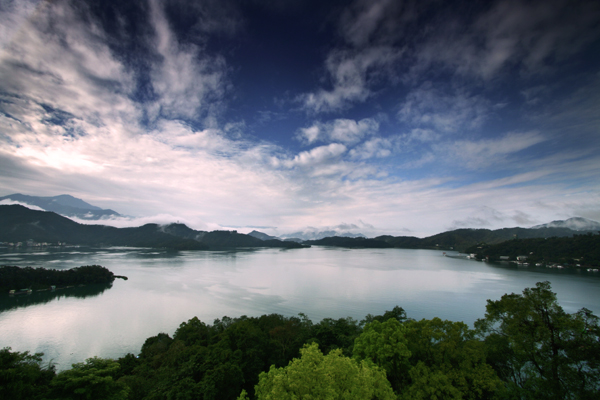
日月潭

なお、このほかに2つの「別格」として台湾神社と新高山が選ばれている。

## 中華民国時代

### 1953年

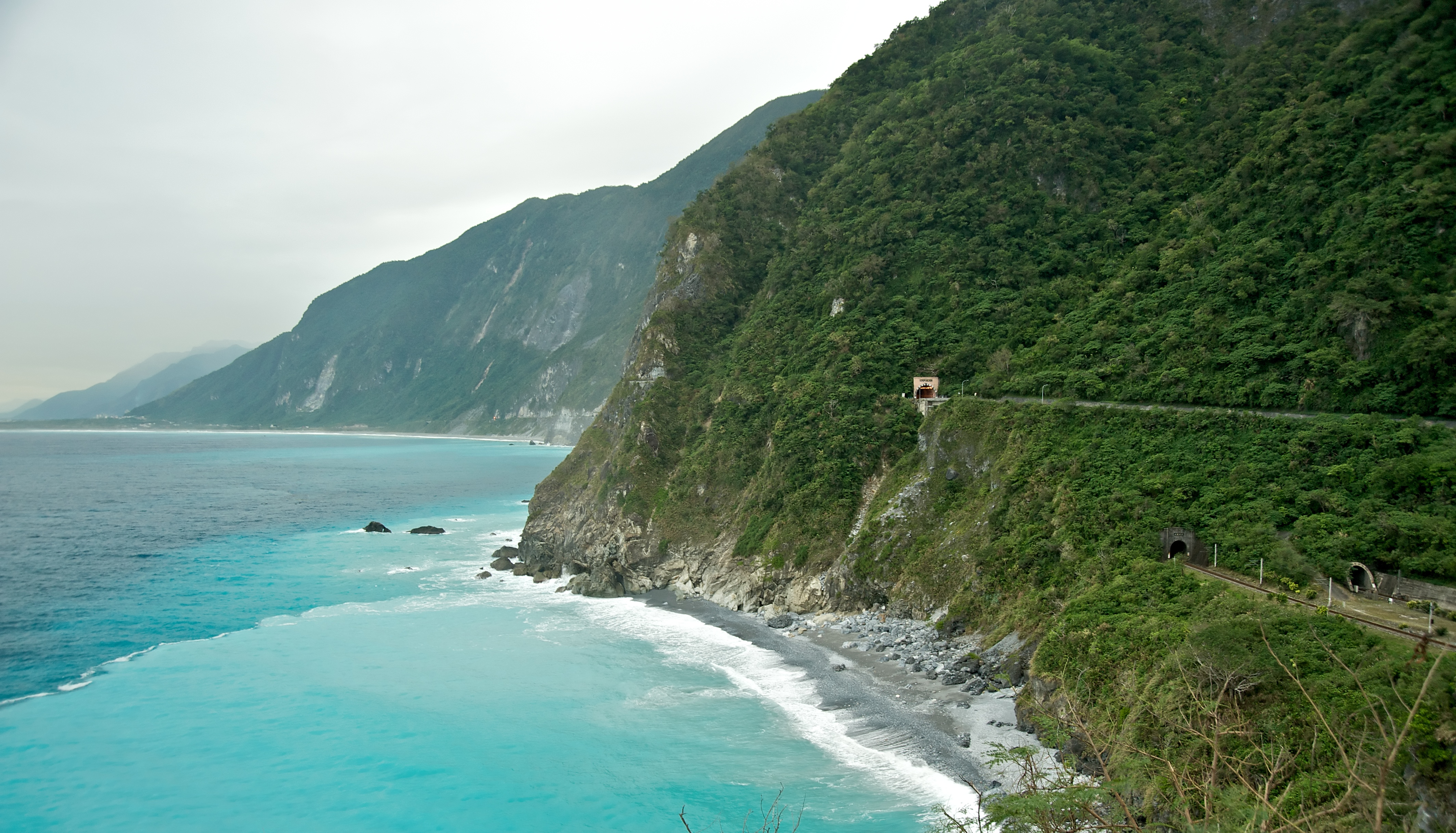
清水断崖

1953年、中華民国政府は台湾八景を以下の8つに改定した。
- 玉山積雪　雪の玉山
- 阿里雲海　阿里山の雲海
- 双潭秋月　日月潭で見る秋の月
- 大屯春色　春の陽明山
- 安平夕照　安平港の夕陽
- 清水断崖　蘇花海岸の絶壁
- 魯谷幽峡　太魯閣の幽谷
- 澎湖漁火　澎湖諸島の漁火

### 2005年

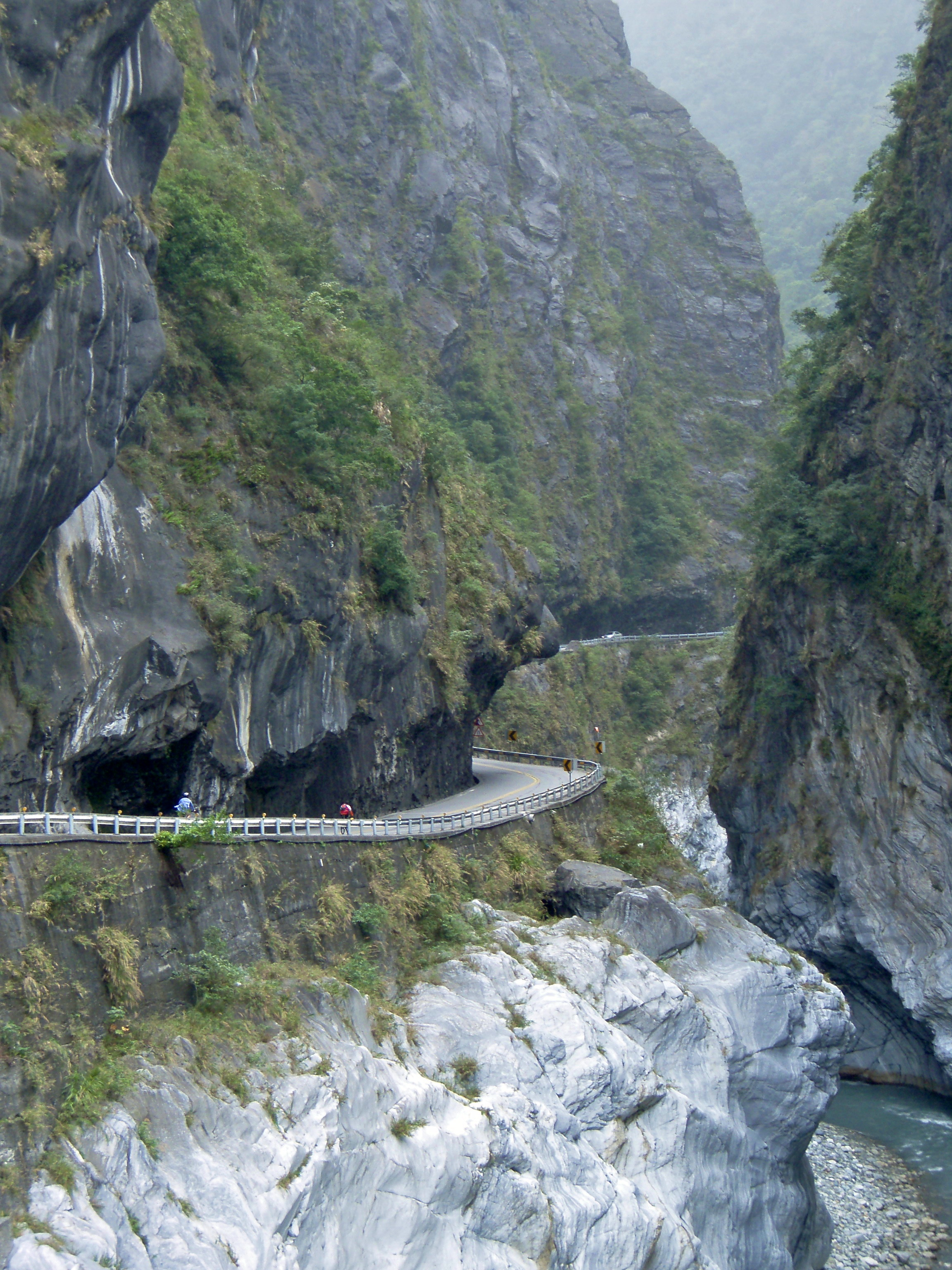
太魯閣

2005年、時の流れとともに景色が変わってしまったこともあり、中華民国交通部観光局が新たに台湾八景を選出した。
- 台北101
- 国立故宮博物院
- 日月潭
- 阿里山
- 玉山
- 高雄愛河
- 墾丁
- 太魯閣